# Krabojadek strumieniowy
Krabojadek strumieniowy (Ichthyomys tweedii) – gatunek ssaka z podrodziny bawełniaków (Sigmodontinae) w obrębie rodziny chomikowatych (Cricetidae), występujący w północno-zachodniej Ameryce Południowej.

## Zasięg występowania
Krabojadek strumieniowy jest znany z dwóch bardzo odległych lokalizacji, w zachodnim Ekwadorze i w środkowej Panamie; może mieć w rzeczywistości szeroki zasięg występowania. W Panamie schwytano do 2008 roku tylko trzy osobniki. Jest spotykany na nizinach i u stóp Andów, może zajmować ten obszar także w Kolumbii. 

## Taksonomia
Gatunek po raz pierwszy zgodnie z zasadami nazewnictwa binominalnego opisał w 1921 roku amerykański teriolog Harold Elmer Anthony nadając mu nazwę Ichthyomys tweedii. Holotyp pochodził z Portovelo, na wysokości 2000 ft (610 m) n.p.m., w prowincji El Oro, w Ekwadorze. 
Obejmuje I. caurinus jako młodszy synonim. Autorzy Illustrated Checklist of the Mammals of the World uznają ten takson za gatunek monotypowy.

### Etymologia
- Ichthyomys: gr. ιχθυς ikhthus „ryba”; μυς mus, μυος muos „mysz”[9].
- tweedii: Andrew Mellick Tweedy (1884–1949), kierownik kopalń należących do South American Development Company w Ekwadorze[10].

## Morfologia
Długość ciała (bez ogona) 143–197 mm, długość ogona 132–155 mm, długość ucha 8–12 mm, długość tylnej stopy 33–40 mm; masa ciała 123–155 g. Wszystkie krabojadki mają brązowe futro grzbietu i biały lub srebrzysty spód ciała. Mają szerokie tylne stopy. Krabojadek strumieniowy ma masywne siekacze i pysk, szersze u dorosłych osobników niż u krabojadka srebrnobrzuchego (Ichthyomys hydrobates).

## Tryb życia
Gryzoń ten występuje w wysokich lasach deszczowych, lasach mglistych i lasach wtórnych, w pobliżu wartkich strumieni. Gatunki z tego rodzaju prowadzą ziemnowodny, nocny tryb życia. Żywią się małymi rybami, krabami i innymi bezkręgowcami wodnymi. Występuje od poziomu morza do wysokości 1700 m n.p.m.

## Populacja
Krabojadek strumieniowy jest rzadki, nie wiadomo jaka jest jego liczebność i zasięg występowania. Zagrożeniami są dla niego wylesianie, rozwój rolnictwa i miast, a także skażenie wód. Międzynarodowa Unia Ochrony Przyrody nie przydzieliła krabojadkowi strumieniowemu kategorii zagrożenia, w Panamie jest on uznany za gatunek krytycznie zagrożony.